# Frank Döhmann
Frank Döhmann (* 4. August 1956 in Bochum) ist ein deutscher Filmproduzent und Filmschaffender. Er ist seit 2001 außerdem Professor für Filmproduktion an der Kunsthochschule für Medien Köln.

## Leben
Frank Döhmann wurde in Bochum geboren. Nach dem Abitur studierte er Humanmedizin an der Universität Köln. 1978 gründete er die Firma Dr Muschnik Film & Theater Produktion. Bis 1982 entstanden die drei Kinofilme My Heart is overcome with Terror, Fünf Flaschen für Angelika und Strommberg – Die letzte Nacht. In den späteren 1980er Jahren arbeitete Frank Döhmann dann überwiegend als Produktionsleiter fürs Fernsehen. In den 1990er Jahren war er bei vielen Fernsehproduktionen als Herstellungsleiter tätig.
2001 wurde Frank Döhmann Professor an der Kunsthochschule für Medien Köln. 2005 wurde er dann zusammen mit Sytze van der Laan und Jan Kremer Geschäftsführer der Studio Hamburg Produktion. Seit 2006 arbeitet Frank Döhmann neben seiner Professur als freier Filmproduzent und war von 2009 bis 2013 Geschäftsführer von Badlands Film.
Derzeit lebt Frank Döhmann in Köln. Er ist mit der Regisseurin Britta Keils verheiratet und hat einen Sohn und eine Tochter.

## Filmografie (Auswahl)
- 1979: My Heart is overcome with Terror (Ko-Regie, Produktion)
- 1981: Strommberg – Die letzte Nacht
- 1981: Fünf Flaschen für Angelika (Regie, Drehbuch und Produktion, zusammen mit Werner Possardt)
- 1996: Mein Freund Joe (My Friend Joe)
- 1998: Schimanski: Geschwister
- 2002: Safari Rallye (Fernsehdokumentation)
- 2003: Tatort: Sag nichts (Herstellungsleitung)
- 2005: Tatort: Minenspiel (Herstellungsleitung)
- 2006: Der freie Wille (Produktion)
- 2009: Zwischen heute und morgen (Produktion)
- 2009: Erntedank. Ein Allgäu-Krimi (Produktion)
- 2009: This Is Love (Produktion)
- 2010: Die kommenden Tage (Produktion)
- 2012: Was weg is, is weg (Herstellungsleitung)
- 2013: Meine Schwestern (Produktion, Herstellungsleitung)

## Auszeichnungen
- 1981: Nominierung zusammen mit Werner Possardt für den Max-Ophüls-Preis für Fünf Flaschen für Angelika